# 伍炳彩
伍炳彩（1940年8月—），男，汉族，江西吉安人，中国中医学家，江西中医药大学金匮教研室主任、教授，第三届国医大师。